# 꽃손
《꽃손》은 2021년에 개봉한 대한민국의 영화이다.

## 캐스팅
- 손숙  : 옥단 역
- 김이안  : 진다 역
- 전무송  : 황진 역
- 한인수  : 병구 역
- 이주실  : 말분 역
- 이용녀  : 금자 역
- 손영순  : 정신 역
- 박혜진  : 광숙 역
- 이병훈  : 정남 역
- 석보배  : 수진 역
- 정다원  : 한별 역
- 전성원  : 중국집 배달부 역
- 김담로  : 구청 직원 역
- 김태연  : 회사 중역 역
- 조진만  : 서울집 주인 역
- 최지훈  : 중국어더빙 역
- 남해 홍현2리 주민분들 (특별출연)